# Ферв'ю (Канзас)
Ферв'ю (англ. Fairview) — місто (англ. city) в США, в окрузі Браун штату Канзас. Населення — 240 осіб (2020).

## Географія
Ферв'ю розташований за координатами 39°50′22″ пн. ш. 95°43′41″ зх. д. / 39.83944° пн. ш. 95.72806° зх. д. (39.839583, -95.728169).  За даними Бюро перепису населення США в 2010 році місто мало площу 0,95 км², уся площа — суходіл.

## Демографія
Згідно з переписом 2010 року, у місті мешкало 260 осіб у 130 домогосподарствах у складі 71 родини. Густота населення становила 273 особи/км².  Було 146 помешкань (153/км²).
Расовий склад населення:
| - 93,8 % — білих - 1,9 % — чорних або афроамериканців - 0,4 % — корінних американців |

До двох чи більше рас належало 3,8 %. Частка іспаномовних становила 0,8 % від усіх жителів.
За віковим діапазоном населення розподілялося таким чином: 17,3 % — особи молодші 18 років, 57,7 % — особи у віці 18—64 років, 25,0 % — особи у віці 65 років та старші. Медіана віку мешканця становила 51,3 року. На 100 осіб жіночої статі у місті припадало 98,5 чоловіків;  на 100 жінок у віці від 18 років та старших — 99,1 чоловіків також старших 18 років.
Середній дохід на одне домашнє господарство  становив 45 708 доларів США (медіана — 31 250), а середній дохід на одну сім'ю — 55 850 доларів (медіана — 43 750). За межею бідності перебувало 17,6 % осіб, у тому числі 30,5 % дітей у віці до 18 років та 5,0 % осіб у віці 65 років та старших.
Цивільне працевлаштоване населення становило 108 осіб. Основні галузі зайнятості: виробництво — 34,3 %, освіта, охорона здоров'я та соціальна допомога — 24,1 %, гуртова торгівля — 9,3 %, роздрібна торгівля — 9,3 %.